# Jonas Edling
Jonas Edling, född 28 februari 1983,  är en svensk bandyspelare (anfallare). Han har i hela sin karriär tillhört Edsbyns IF.
Edling har även representerat svenska landslaget, bland annat i VM i Kazan 2011.
I Edsbyn är ofta lagkaptenen Edling en flitig målskytt. Säsongen 2013/2014 stod han för 32 mål i grundserien samt SM-slutspelets kvartsfinaler.
Inför säsongen 2014/2015 var Edling förhindrade en långdragen knäskada hans medverkan i försäsongsmatcherna.

## SM-finaler
Jonas Edling var aktiv del i det Edsbyn-lag som åren 2004–08 vann fem SM-guld i rad. Han gjorde mål i alla fem SM-finalerna – sammanlagt åtta mål:
- 2004 – Edsbyns IF–Hammarby IF – tre mål (vinst: 7–6)[5]
- 2005 – Edsbyns IF–Sandvikens AIK – ett mål (6–4)[6]
- 2006 – Edsbyns IF–Hammarby IF – ett mål (6–2)[7]
- 2007 – Edsbyns IF–Hammarby IF – ett mål (4–3)[8]
- 2008 – Edsbyns IF–Sandvikens AIK – två mål (11–6)[9]